# Орсеида
Орсеида (на старогръцки: Ὁρσηίς / Orsêís, Orseis) в гръцката митология е нимфа на водопад в Тесалия. Тя е дъщеря на титана Океан или на речния бог от Тесалия, Пеней, или на Зевс и Дино.
Орсеида се омъжва за цар Елин, син на Девкалион и Пира, дъщеря на Епиметей и Пандора. Елин е брат на Пандора II и митичен прародител на елините.
Двамата са родители на синовете Дор, Ксут и Еол.